# Вест-Поттсгроув Тауншип (округ Монтгомері, Пенсільванія)
Вест-Поттсгроув Тауншип (англ. West Pottsgrove Township) — селище (англ. township) в США, в окрузі Монтгомері штату Пенсільванія. Населення — 3798 осіб (2020).

## Демографія
Згідно з переписом 2010 року, у селищі мешкали 3874 особи в 1524 домогосподарствах у складі 1011 родини. Було 1613 помешкання
Расовий склад населення:
| - 85,8 % — білих - 9,5 % — чорних або афроамериканців - 0,6 % — азіатів - 0,3 % — корінних американців |

До двох чи більше рас належало 2,9 %. Частка іспаномовних становила 3,3 % від усіх жителів.
За віковим діапазоном населення розподілялося таким чином: 24,6 % — особи молодші 18 років, 63,6 % — особи у віці 18—64 років, 11,8 % — особи у віці 65 років та старші. Медіана віку мешканця становила 37,3 року. На 100 осіб жіночої статі у селищі припадало 94,0 чоловіків;  на 100 жінок у віці від 18 років та старших — 91,5 чоловіків також старших 18 років.
Середній дохід на одне домашнє господарство  становив 58 810 доларів США (медіана — 52 102), а середній дохід на одну сім'ю — 66 931 долар (медіана — 60 750). Медіана доходів становила 44 923 долари для чоловіків та 35 510 доларів для жінок. За межею бідності перебувало 14,9 % осіб, у тому числі 18,7 % дітей у віці до 18 років та 9,1 % осіб у віці 65 років та старших.
Цивільне працевлаштоване населення становило 1932 особи. Основні галузі зайнятості: виробництво — 20,6 %, освіта, охорона здоров'я та соціальна допомога — 20,4 %, роздрібна торгівля — 14,4 %, мистецтво, розваги та відпочинок — 9,1 %.